# Hagondange
Hagondange es una población y comuna francesa, en la región de Lorena, departamento de Mosela, en el distrito de Metz-Campagne y cantón de Maizières-lès-Metz.

## Demografía
| 10 073 | 10 567 | 10 048 | 9091 | 8222 | 8675 | 9345 |
| Para los censos de 1962 a 1999 la población legal corresponde a la población sin duplicidades (Fuente: INSEE [Consultar]) |        |        |      |      |      |      |